# Lucien Van Impe
Lucien Van Impe (Mere, 20 d'octubre de 1946) va ser un ciclista belga, que fou professional entre 1969 i 1987, durant els quals aconseguí més de 60 victòries.
Excel·lent escalador, el millor de la seva època i un dels millors de la història. La seva victòria més important fou el Tour de França de 1976. En aquesta cursa pujà quatre vegades més al podi. Fins a l'aparició de Richard Virenque, van Impe va compartir amb Federico Martín Bahamontes l'honor de ser el ciclista que més vegades havia guanyat el Gran Premi de la Muntanya del Tour, amb sis edicions. Va prendre part en 15 edicions del Tour de França, acabant-les totes. En aquells moments fou un rècord, que posteriorment seria millorat per Joop Zoetemelk el 1986 i Sylvain Chavanel el 2018, amb 16, i igualat per Viatxeslav Ekimov el 2006.
En el seu palmarès també destaquen una etapa i dues edicions del Gran Premi de la Muntanya al Giro d'Itàlia i una etapa a la Volta a Espanya.
Del 2007 al 2013 va ser director esportiu de l'equip Intermarché-Wanty.
El 2017 va patir un atac de cor, però es va recuperar completament.

## Palmarès
- 1969
  - 1r a la Volta a Navarra
  - Vencedor d'una etapa a la Volta a Bèlgica amateur
- 1971
  -  1r del Gran Premi de la Muntanya del Tour de França
- 1972
  - Vencedor d'una etapa al Tour de França i  1r del Gran Premi de la Muntanya
- 1973
  - Vencedor d'una etapa al Tour de França
  - Vencedor d'una etapa al Tour de Romandia
  - Vencedor d'una etapa al Midi Libre
- 1975
  - 1r al Tour de l'Aude i vencedor de 2 etapes
  - Vencedor de 2 etapes al Tour de França i  1r del Gran Premi de la Muntanya
- 1976
  -  1r al Tour de França i vencedor d'una etapa
  - 1r al Trofeu dels Escaladors
  - Vencedor d'una etapa al Midi Libre
  - Vencedor d'una etapa al Tour de l'Aude
- 1977
  - Vencedor de 2 etapes a la Volta a Suïssa
  - Vencedor d'una etapa al Tour de França i  1r del Gran Premi de la Muntanya
  - Vencedor d'una etapa a la Dauphiné Libéré
- 1979
  - Vencedor d'una etapa al Tour de França
  - Vencedor d'una etapa al Volta a Catalunya
  - Vencedor d'una etapa a la Volta a Espanya
- 1981
  - 1r a la Polynormande
  - Vencedor d'una etapa al Tour de França i  1r del Gran Premi de la Muntanya
- 1982
  -  1r del Gran Premi de la Muntanya al Giro d'Itàlia
- 1983
  -  Campió de Bèlgica en ruta
  - Vencedor d'una etapa al Tour de França i  1r del Gran Premi de la Muntanya
  - Vencedor d'una etapa al Giro d'Itàlia i  1r del Gran Premi de la Muntanya
- 1986
  - 1r a la Vuelta a los Valles Mineros i vencedor d'una etapa

### Resultats al Tour de França
- 1969. 12è de la classificació general
- 1970. 6è de la classificació general
- 1971. 3r de la classificació general. Vencedor d'una etapa.  1r del Gran Premi de la Muntanya
- 1972. 4t de la classificació general.  1r del Gran Premi de la Muntanya
- 1973. 5è de la classificació general. Vencedor d'una etapa
- 1974. 18è de la classificació general
- 1975. 3r de la classificació general. Vencedor de 2 etapes.  1r del Gran Premi de la Muntanya
- 1976.  1r de la classificació general. Vencedor d'una etapa
- 1977. 3r de la classificació general. Vencedor d'una etapa.  1r del Gran Premi de la Muntanya
- 1978. 9è de la classificació general
- 1979. 11è de la classificació general. Vencedor d'una etapa
- 1980. 16è de la classificació general
- 1981. 2n de la classificació general. Vencedor d'una etapa.  1r del Gran Premi de la Muntanya
- 1983. 4t de la classificació general. Vencedor d'una etapa.  1r del Gran Premi de la Muntanya
- 1985. 27è de la classificació general

### Resultats al Giro d'Itàlia
- 1982. 4t de la classificació general.  1r del Gran Premi de la Muntanya
- 1983. 9è de la classificació general. Vencedor d'una etapa.  1r del Gran Premi de la Muntanya
- 1984. 7è de la classificació general
- 1985. 13è de la classificació general

### Resultats a la Volta a Espanya
- 1979. 5è de la classificació general. Vencedor d'una etapa
- 1986. 11è de la classificació general